# IC 3280
IC 3280 — галактика типу Sbc    R () у сузір'ї Діва.
Цей об'єкт міститься в оригінальній редакції індексного каталогу.